# Wola Lipieniecka Duża
Wola Lipieniecka Duża – wieś w Polsce położona w województwie mazowieckim, w powiecie szydłowieckim, w gminie Jastrząb. Ma status sołectwa.
W latach 1975–1998 miejscowość administracyjnie należała do województwa radomskiego.
We wsi znajduje się również Publiczna Szkoła Podstawowa.
Wierni Kościoła rzymskokatolickiego należą do parafii św. Jana Chrzciciela w Jastrzębiu.